# حرکت دایره‌ای

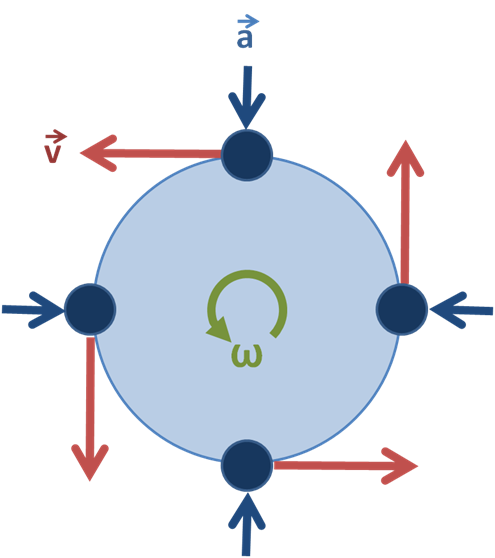
این تصویر دایره وار بودن حرکت را نمایش می دهد. که در آن جسم دایره طوسی توپر است و مدار حرکت آن هم با رنگ آبی پر رنگ نمایش داده شده است.

حرکت دایره‌ای (انگلیسی: Circular motion) در فیزیک، به حرکت یک جسم در طول محیط منحنی یا چرخش در امتداد یک مسیر دایره‌ای اطلاق می‌گردد. حرکت دایره‌ای به دو دسته؛ حرکت دایره‌ای یکنواخت و غیر یکنواخت تقسیم می‌شود. در حرکت دایره‌ای یکنواخت، جسم با تندی ثابت حرکت می‌کند و تنها جهت سرعت در حال تغییر است، اما در حرکت دایره‌ای غیر یکنواخت، سرعت جسم (چه در اندازه و چه در جهت) نیز در حال تغییر می‌باشد.
نمونه‌هایی از حرکت دایره‌ای عبارت‌اند از: حرکت یک ماهواره که در یک ارتفاع ثابت به دور زمین می‌چرخد، پره‌های پنکه سقفی در حال چرخش به دور مرکز، سنگی که به طناب بسته شده و به صورت دایره‌ای می‌چرخد و ماشینی که در یک میدان دایره‌ای شکل می‌چرخد.
از آنجایی که بردار سرعت جسم مداوم در حال تغییر جهت است، جسم متحرک در جهت مرکز چرخش تحت شتاب نیروی مرکزگرا قرار می‌گیرد. بدون این شتاب، طبق قوانین حرکت نیوتن، جسم در یک خط مستقیم حرکت می‌کند.

## حرکت دایره‌ای یکنواخت
در فیزیک، حرکت دایره‌ای یکنواخت، به حرکت جسمی که یک مسیر دایره‌ای را با سرعت ثابت طی می‌کند گفته می‌شود. از آن‌جایی که جسم دارای حرکت دایره‌ای است، فاصله آن از محور چرخش همیشه ثابت می‌ماند. اگرچه تندی متوسط جسم ثابت است، اما سرعت آن ثابت نیست؛ زیرا سرعت (که یک کمیت برداری است)، هم به تندی جسم و هم به جهت حرکت آن بستگی دارد. این تغییر سرعت نشان دهنده وجود یک شتاب است. این شتاب مرکزگرا ثابت است و همیشه به سمت محور چرخش هدایت می‌شود. این شتاب به نوبه خود توسط یک نیروی مرکزگرا تولید می‌شود که اندازه آن نیز ثابت است و به سمت محور چرخش هدایت می‌شود.

## حرکت دایره‌ای غیر یکنواخت
در یک حرکت دایره ای غیر یکنواخت، یک جسم در یک مسیر دایره ای با سرعت متغیر حرکت می‌کند.